# Academy Pescara Futsal
L'Academy Pescara Futsal è una squadra italiana di calcio a 5, con sede a Pescara.

## Storia
La società, fondata nel 2002 come "Associazione Sportiva Civitella Casanova", ha disputato per oltre un decennio solamente campionati regionali, finché nella stagione 2015-2016 ha esordito in Serie B. Dopo una stagione in cui raggiunge senza problemi la salvezza, arrivano le vittorie dei rispettivi gironi prima in Serie B nella stagione 2016-2017, poi in Serie A2 nel 2017-2018. Nel 2019 la società decide di trasferirsi a Pescara, sede storica del futsal nazionale, facendo modo così di far tornare il massimo campionato nazionale nella città adriatica.
Il 2 giugno 2021 la società decide di unire le forze con l'Acqua e Sapone e la squadra femminile del Montesilvano per dare vita a un unico polo calcettistico pescarese. In ragione di ciò, nella stagione seguente il Colormax Pescara cambia denominazione in "Academy Pescara Futsal" e diventa la seconda squadra dell'A&S, divenuto a sua volta "Futsal Pescara 1997". Il primo anno sotto la nuova denominazione è tuttavia negativo per gli adriatici, i quali, classificatisi ultimi al termine della stagione regolare, retrocedono in Serie B. Nella seguente stagione, i biancoazzurri concludono al primo posto il girone F della Serie B e tornano nella seconda serie nazionale. Da neopromossa, la squadra pescarese si rende protagonista di un buon campionato, essendo ripescata in Serie A2 Élite.  

## Cronistoria
| Cronistoria dell'Academy Pescara Futsal |
| --- |
| - 2002 · Fondazione dell'Associazione Sportiva Civitella Casanova. - 2002-03 · Disputa il girone ? di Serie D. - 2003-04 · Disputa il girone ? di Serie D. - 2004-05 · Disputa il girone ? di Serie D. - 2005-06 · 5ª nel girone ? di Serie D. - 2006-07 · 3ª nel girone ? di Serie D. Promossa in Serie C2. Vince la fase quadrangolare e accede alle finali regionali, dove si classifica 2ª. - 2007-08 · 13ª in Serie C2. Vince il 2º turno dei play-out contro il Villa Martelli. - 2008-09 · 8ª nel girone A di Serie C2. - 2009-10 · 9ª nel girone B di Serie C2. - 2010-11 · 1ª nel girone A di Serie C2. Promossa in Serie C1. Vincitrice della Coppa Abruzzo (1º titolo). - 2011 · Assume la denominazione Civitella Sicurezza Pro. - 2011-12 · 3ª in Serie C1. Finalista dei play-off regionali. - 2012-13 · 2ª in Serie C1. Vince i play-off regionali, eliminata al 1º turno di quelli nazionali. Vincitrice della Coppa Italia regionale (1º titolo). - 2013-14 · 2ª in Serie C1. Finalista dei play-off regionali. - 2014-15 · 1ª in Serie C1. Promossa in Serie B. Finalista di Coppa Italia regionale. - 2015-16 · 7ª nel girone D di Serie B. - 2016-17 · 1ª nel girone D di Serie B. Promossa in Serie A2. Ottavi di finale di Coppa Italia di Serie B. - 2017-18 · 1ª nel girone A di Serie A2. Promossa in Serie A. 3º turno della Coppa della Divisione. Semifinalista di Coppa Italia di Serie A2. - 2018 · Assume la denominazione Civitella Colormax C5. - 2018-19 · 9ª in Serie A. Ottavi di finale della Coppa della Divisione. Turno preliminare di Coppa Italia. - 2019 · Assume la denominazione Colormax Pescara C5. - 2019-20 · 10ª in Serie A. Terzo turno di Coppa della Divisione. - 2020-21 · 13ª in Serie A. Retrocessa in Serie A2. Quarti di finale di Coppa Italia - 2021 · Assume la denominazione Academy Pescara Futsal. - 2021-22 · 13ª nel girone C in Serie A2. Retrocessa in Serie B. - 2022-23 · 1ª nel girone F in Serie B. Promossa in Serie A2. Trentaduesimi di finale della Coppa della Divisione. Ottavi di finale di Coppa Italia. - 2023-24 · 4ª nel girone C in Serie A2. Ripescata in A2 Élite. Quarti di finale playoff Primo Turno della Coppa della Divisione. Ottavi di finale di Coppa Italia. - 2024-25 · 2ª nel girone B in Serie A2 Élite. Disputa i playoff Fase a gironi della Coppa della Divisione. Finalista di Coppa Italia di Serie A2 Élite. |

## Partecipazione ai campionati
| Livello | Categoria      | Partecipazioni | Debutto   | Ultima stagione |
| ------- | -------------- | -------------- | --------- | --------------- |
| 1º      | Serie A        | 3              | 2018-2019 | 2020-2021       |
| 2º      | Serie A2 Élite | 1              | 2024-2025 | 2024-2025       |
| 3º      | Serie A2       | 3              | 2017-2018 | 2023-2024       |
| 4º      | Serie B        | 3              | 2015-2016 | 2022-2023       |
| 5º      | Serie C1       | 4              | 2011-2012 | 2014-2015       |
| 6º      | Serie C2       | 4              | 2007-2008 | 2010-2011       |
| 7º      | Serie D        | 5              | 2002-2003 | 2006-2007       |

## Palmarès
- Campionato di Serie A2: 1
2017-2018 (girone A)
- Campionato di Serie B: 2
2016-2017 (girone D)
2022-2023 (girone F)